# Spellbound (2011)
Spellbound (Originaltitel: Ossakan Yeonae) ist ein südkoreanischer Film aus dem Jahr 2011, der Elemente einer Liebeskomödie und des Horrorfilms vereint. Der Film handelt von einem Magier, der sich in eine Frau, die von Geistern heimgesucht wird, verliebt. Es ist das Regiedebüt des Drehbuchautors Hwang In-ho. In den Hauptrollen sind Son Ye-jin und Lee Min-ki zu sehen. Der Film hatte über 3 Millionen Kinobesucher in Südkorea.

## Handlung
Bei einer Straßenaufführung erblickt der Zauberkünstler Jo-gu eine miserabel aussehende, junge Frau. Sie inspiriert ihn zu einer neuen Horror-Zaubershow, die sich zu einem großen Erfolg entwickelt. Dafür arbeitet er mit der jungen Frau namens Yeo-ri zusammen. Diese leistet zwar exzellente Arbeit, hält sich sonst aber vom Rest des Stabs fern. Eines Tages besteht Jo-gu darauf, dass sie zum gemeinsamen Abendessen mit dem gesamten Team erscheint. Allerdings betrinkt Yeo-ri sich, dass der Abend in einem Desaster endet und Yeo-ri Jo-gus Hemd zerreißt.
Am nächsten morgen möchte Jo-gu den Abend mit Yeo-ri telefonisch klären. Doch als die Leitung plötzlich unterbricht, sucht er sie zu Hause auf. Dabei wird Jo-gu von dem Geist eines Kindes verfolgt. Yeo-ri erzählt ihm davon, dass sie von Geistern heimgesucht werde. Deshalb hat sie kaum Kontakt zu anderen Menschen, nicht einmal zu ihrer Familie. Der Geist ihrer besten Freundin Joo-hee möchte sich an Yeo-ri rächen und lässt es nicht zu, dass sie eine glückliche Beziehung hat. Ihr Geist schreckt alle ihre Partner ab. Jo-gu lässt sich dennoch auf eine Beziehung ein. Gemeinsam versuchen sie, den bösen Geist zu besänftigen.